# Magnolia elegans
Magnolia elegans là một loài thực vật có hoa trong họ Magnoliaceae. Loài này được (Blume) H.Keng mô tả khoa học đầu tiên năm 1978.